# 本亞明·韋爾比奇
班傑明·韋爾比奇（1993年11月27日—）是一位斯洛文尼亞足球運動員。在場上的位置是中場。現效力於希臘足球超級聯賽球隊彭拿典奈高斯。他也代表斯洛文尼亞國家足球隊參賽。